# Al-Hadid
Al-Hadid (Il Ferro) è la cinquantasettesima Sura del Corano, una sura medinese composta da 29 versetti. Il nome della sura si riferisce al ferro, che viene menzionato nel primo verso. Questa sura tratta vari temi, inclusi la fede, la provvidenza divina, la generosità e la necessità di prepararsi per il Giorno del Giudizio.

## Contenuto

### L'Esaltazione della Provvidenza Divina
Versetti 1-6: Si esalta la provvidenza divina e la verità del messaggio profetico. Si afferma che tutto nella vita è determinato da Allah e che la fede e le opere giuste sono necessarie per ottenere il Suo favore.

### La Promessa della Ricompensa
Versetti 7-10: Si promette la ricompensa per coloro che credono e compiono opere giuste. Si afferma che la loro ricompensa sarà grande e che avranno il perdono e la misericordia di Allah.

### L'Invito alla Generosità
Versetti 11-12: Si invita alla generosità e alla beneficenza, promettendo che ciò che viene speso per la causa di Allah sarà ricompensato generosamente.

### La Necessità di Prepararsi per il Giorno del Giudizio
Versetti 13-19: Si descrive il Giorno del Giudizio e la necessità di prepararsi per quel giorno. Si avverte che il mondo materiale non è eterno e che ciò che conta davvero è la fede e le opere giuste compiute per amore di Allah.

### La Promessa di Aiuto Divino
Versetti 20-25: Si promette l'aiuto divino per coloro che credono e si impegnano nella causa di Allah. Si esorta a non temere gli ostacoli nel perseguire la rettitudine, poiché Allah sarà sempre al loro fianco.

### L'Invito a Ricordare Allah
Versetti 26-29: Si invita a ricordare Allah costantemente e a non trascurare il legame spirituale con Lui. Si avverte che coloro che trascurano il ricordo di Allah si alienano dalla Sua misericordia e dalla Sua guida.

## Analisi
La Sura Al-Hadid offre insegnamenti importanti sulla fede, la provvidenza divina, la generosità e la necessità di prepararsi per il Giorno del Giudizio. Attraverso la promessa della ricompensa per coloro che credono e compiono opere giuste e l'invito alla generosità e alla beneficenza, la sura invita alla pratica della virtù e alla ricerca della benevolenza divina.
Inoltre, la sura sottolinea l'importanza di prepararsi per il Giorno del Giudizio, avvertendo che il mondo materiale non è eterno e che la fede e le opere giuste sono le uniche cose che contano davvero. È un richiamo alla spiritualità, alla generosità e alla costante remissione di Allah.